# Amsterdamsche Football Club Ajax 1984-1985
Questa voce raccoglie le informazioni riguardanti l'Amsterdamsche Football Club Ajax nelle competizioni ufficiali della stagione 1984-1985.

## Stagione
In questa stagione, a differenza delle tre precedenti, l'Ajax riesce a superare il primo turno nelle competizioni europee: in Coppa UEFA vengono battuti i lussemburghesi del Red Boys Differdange con un secco 14-0 nella gara di ritorno in casa. Questo risultato rappresenta ancor oggi la miglior vittoria in campo internazionale per gli olandesi, e la cinquina di Marco van Basten la miglior marcatura multipla (sempre ristretta all'ambito internazionale). Il cammino si arresta al turno successivo, contro il Bohemians ČKD Praga: dopo le rispettive vittorie casalinghe per 1-0, l'Ajax viene battuto ai calci di rigore nella gara in Cecoslovacchia. Successivamente i Lancieri vengono eliminati dal PSV negli ottavi della KNVB beker, ma conquistano il ventiduesimo titolo in Eredivisie con cinque punti di vantaggio proprio sulla squadra di Eindhoven, inoltre van Basten si conferma capocannoniere. Durante la stagione si avvicendano in panchina ben 5 allenatori, l'ultimo dei quali è Johan Cruijff.

## Organigramma societario
Fonte
Area direttiva
- Presidente:  Ton Harmsen.

Area tecnica
- Allenatore:  Aad de Mos fino al 7/05/1985, poi Spitz Kohn, Cor van der Hart e Tonnie Bruins Slot, infine dal 6/06/1985  Johan Cruijff.

## Rosa
Fonte
| N. |                        | Ruolo | Calciatore     |
| -- | ---------------------- | ----- | -------------- |
|    | Paesi Bassi (bandiera) | P     | Hans Galjé     |
|    | Paesi Bassi (bandiera) | P     | Stanley Menzo  |
|    | Paesi Bassi (bandiera) | D     | Peter Boeve    |
|    | Paesi Bassi (bandiera) | D     | Ronald Koeman  |
|    | Belgio (bandiera)      | D     | Walter Meeuws  |
|    | Paesi Bassi (bandiera) | D     | Edo Ophof      |
|    | Paesi Bassi (bandiera) | D     | Frank Rijkaard |
|    | Paesi Bassi (bandiera) | D     | Sonny Silooy   |
|    | Paesi Bassi (bandiera) | D     | Ronald Spelbos |

| N. |                        | Ruolo | Calciatore        |
| -- | ---------------------- | ----- | ----------------- |
|    | Austria (bandiera)     | C     | Felix Gasselich   |
|    | Paesi Bassi (bandiera) | C     | Rob Rijnink       |
|    | Paesi Bassi (bandiera) | C     | Dick Schoenaker   |
|    | Paesi Bassi (bandiera) | C     | Richard Sneekes   |
|    | Paesi Bassi (bandiera) | C     | Gerald Vanenburg  |
|    | Paesi Bassi (bandiera) | A     | John Bosman       |
|    | Paesi Bassi (bandiera) | A     | Rob de Wit        |
|    | Paesi Bassi (bandiera) | A     | John van 't Schip |
|    | Paesi Bassi (bandiera) | A     | Marco van Basten  |

## Statistiche

### Statistiche di squadra
| Competizione | Punti | Totale | Totale | Totale | Totale | Totale | Totale |
| Competizione | Punti | G      | V      | N      | P      | Gf     | Gs     |
| ------------ | ----- | ------ | ------ | ------ | ------ | ------ | ------ |
| Eredivisie   | 54    | 34     | 24     | 6      | 4      | 93     | 46     |
| KNVB beker   | -     | 4      | 2      | 1      | 1      | 12     | 3      |
| Coppa UEFA   | -     | 4      | 2      | 1      | 1      | 15     | 1      |
| Totale       |       | 42     | 26     | 8      | 6      | 120    | 50     |

### Statistiche individuali
- Capocannoniere della Eredivisie
  - Marco van Basten (22 gol)